# Cylindromyrmex longiceps
Cylindromyrmex longiceps é uma espécie de inseto do gênero Cylindromyrmex, pertencente à família Formicidae.